# 國軍十大王牌軍
國軍十大王牌軍指中國抗日戰爭結束後，國民革命軍內作戰力最堅強、裝備最精良的十支部隊：分別為新一軍、新六軍、第五軍、第七十四軍和第十八軍「五大主力」，以及被視為戰力僅次五大主力的第二軍、第七軍、第二十五軍、第八軍、第三十五軍和第五十二軍的五支部隊。其中，「五大主力」的稱呼最早是在1946年的「軍事整編會議」上被共軍提出認定為國軍中的精銳部隊。然而在1947年起的國共內戰中，國軍十大王牌軍多被消滅，各高級將領多被俘或戰死，仅少数撤至台湾。

## 列表
| 國軍十大王牌軍 | 國軍十大王牌軍                      | 國軍十大王牌軍 | 國軍十大王牌軍 |
| 編號           | 軍長                                | 結果 |                |
| -------------- | ----------------------------------- | --- | -------------- |
| 新一軍 新六軍  | 鄭洞國 衛立煌 孫立人 潘裕昆 廖耀湘  | 新一軍、新六軍於遼西會戰被殲滅，新六軍殘部編入第五十二軍（現陸軍第八軍團之陸軍機步第三三三旅、陸軍第十軍團之陸軍機步第二三四旅），新一軍餘部則遷台訓兵而成陸軍訓練司令部（後歷經多次整編為現陸軍第十軍團）。                       |                |
| 第五軍         | 杜聿明 邱清泉                       | 徐蚌會戰於陳官莊被殲滅，後歷經重建整改與第十九軍併編為第四軍（後歷經多次整編為現陸軍第八軍團）。 |                |
| 第七十四軍     | 俞濟時 王耀武 張靈甫                | 孟良崮戰役被殲滅，後歷經重建整改，所屬餘部與第七十三軍併編入第五十二軍（現陸軍第八軍團之陸軍機步第三三三旅、陸軍第十軍團之陸軍機步第二三四旅）。往後原第三十九師經整改後編為五十七師，繼承七十四軍的歷史（今陸軍步兵第二五七旅）。 |                |
| 第十八軍       | 陳誠 周至柔 黃維 胡璉 楊伯濤 高魁元 | 徐蚌會戰於雙堆集被殲滅。後歷經重建整改下轄第十一師改為第十七師（前陸軍聯兵第一一七旅後並編入今陸軍第八軍團之陸軍機步第三三三旅）、第一一八師改為第十九師（前陸軍步兵第一一九旅後改編為今金防部之金東守備大隊）。                   |                |
| 第二軍         | 蔣鼎文 李延年 王淩雲 陳克非         | 四川郫縣向解放軍投降。 |                |
| 第七軍         | 李宗仁 白崇禧                       | 廣西戰役被殲滅。 |                |
| 第二十五軍     | 黃百韜 李良榮 沈向奎                | 徐蚌會戰於碾莊被殲滅。後歷經重建整改下轄之第四十師與第四十五師駐防金門（今已裁撤現為金門防衛司令部）。 |                |
| 第八軍         | 李彌                                | 殘部撤退至滇緬邊境地區成為今泰緬孤軍，後一部份回台被分編至各個部隊，一部份則是到泰北協助泰國政府剿滅泰北共軍後在當地生活。 |                |
| 第三十五軍     | 傅作義                              | 平津會戰於新保安被殲滅。 |                |
| 第五十二軍     | 關麟徵 鄭洞國 劉玉章                | 餘部撤退至臺灣，其第二師與第二十五師歷經整改分別為第三十三師與第三十四師（現陸軍第八軍團之陸軍機步第三三三旅與陸軍第十軍團之陸軍機步第二三四旅）。                                                                                 |                |

## 新一軍、新六軍

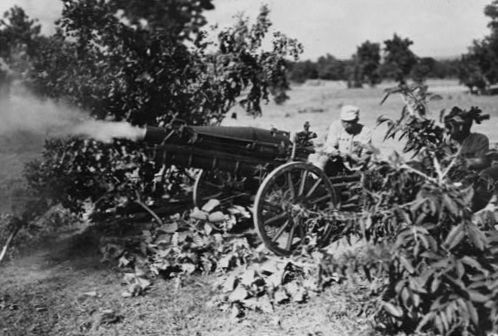
新一軍在中緬印戰區操作M1A1榴彈炮

新一軍、新六軍為中國抗日戰爭時（以下稱抗戰）創建之部隊。
新一軍前身為新編三十八師，該師即由宋子文的財政部稅警總團改編而來，之後在1932、1937年的兩次上海大戰中傷亡殆盡，在淞滬會戰後仍具戰力的部隊遭團長黃帶走、另成立國民革命軍第四十師。孫立人復職後，於1938年年底以傷癒舊部與新募人員重組；後因國民政府軍事委員會壓力，重建的稅警總團遭軍委會改編為新編三十八師，自財政部轉移至軍事委員會指揮。1941年底，新編第三十八師編入中國遠征軍，隨第六十六軍進入緬甸作戰。後因戰局不利，撤往印度，以美式裝備及訓練。1942年成軍於印度，首任軍長鄭洞國，下轄新編三十八師（師長孫立人）及新編二十二師（師長廖耀湘）。成軍之後，新一軍於1944年印緬戰場反攻作戰創下極大戰果，博得「天下第一軍」的美譽。
新六軍於1944年成軍於緬北，在原新一軍新編二十二師基礎上擴編而成。新編第二十二師師長廖耀湘任新六軍軍長，自稱為「主力之主力」要注意一下新编第22师一直到野人山突围失败前属第五军

## 第五軍
第五軍原為陸軍裝甲兵團，團長杜聿明，成立於1937年，曾參加淞滬會戰以及南京保衛戰。1938年擴編為第二〇〇師。1939年編為第五軍，下轄第二〇〇師、榮譽第一師、新編第二十二師。
第五軍的組成中第二〇〇師為中國第一個機械化師，而榮譽一師編成人員大多為多次作戰存活的老兵，部隊高階軍官則多為留學歸國之高材生，在補給、兵員素質上比一般部隊來得優秀；編成後的第五軍首戰為1939年11月崑崙關戰役，雖然創下殲滅日軍數千人的戰果，但也遭到重創，傷亡總計高達1萬5千人（以國民革命軍編制，軍級單位滿編為3萬人左右）。在此場戰役後第五軍後撤整補到1942年編入中國遠征軍入緬甸協助英軍抵抗日軍進攻，但是因主官衝突，英軍棄守不顧，因而損失甚大：第二〇〇師師長戴安瀾將軍殉國，裝甲部隊損失慘重；而新編第二十二師則撤入印度，後來重編納入新一軍編制。
1943年在雲南休整補充，並改換美械，邱清泉被任為軍長。並於1944年滇西反攻時擔任反攻重任。

## 第七十四軍
第七十四軍實際兵力為三萬多人。第七十四軍於抗日戰爭爆發後，由第五十一師（師長王耀武）、第五十八師（師長俞濟時）、第五十七師組成，由於組成部隊都是五開頭的師級部隊，日軍稱之為「三五部隊」。第七十四軍軍長最初由俞濟時兼任，後由王耀武接任。第七十四軍在成立後幾乎參加了自1937年淞滬會戰後所有位於華中華南的各大會戰，並多次重創日軍，故被日軍所憎。

在1939年國民革命軍會議後，第七十四軍改為攻擊軍編製，享有優先補給以及優質兵源補充之優勢；高層的授意、加上軍長王耀武本身經商生財有道，第七十四軍享有當時國軍數一數二的後勤優勢與撫卹，因此兵員凝聚性強、戰鬥力高昂，故得以在各大會戰中以慘重代價挫敗日軍但仍然具備優秀戰力，享有「抗日鐵軍」的稱號。1946年9月22日，整編第七十四師攻佔淮安，徐州綏靖公署副主任李延年之後說「整編七十四師這樣的部隊只要十個，何愁共匪不滅」、「有10個第七十四師，就可以統一全中國」。
抗戰結束後，由美國協助空運南京受降，並擔任南京守備，因此被稱為「御林軍」。历任军师长：俞济时、王耀武、施中诚、张灵甫、邱维达。

## 第十八軍
第十八軍為陳誠系（即所謂「土木系」）。是五大主力中建軍最早、歷史最長，在軍閥混戰、抗日作戰、國共內戰中屢立戰功，為蔣中正、陳誠所心愛之嫡系部隊。中原大戰後陳誠為第十八軍軍長，下轄第十一師，之後數次擴編，抗戰前下轄十一、十四、六十七三個師。抗戰期間曾參加淞滬會戰、武漢會戰、常德會戰。抗戰期間十八軍以「廉潔治軍」、不吃「空額」聞名。1946年第十八軍按照整軍會議整編為整編第十一師。
在國共主力決戰前夕，整編第十一師先是恢復為第十八軍，後再擴編為第十二兵團。政府發佈由黃維任第十二兵團中將司令，胡璉為第十二兵團副司令。胡璉在政府任命發佈後，因病休養暫不到職。

## 第二軍
第二軍系國民革命軍北伐時期主力部隊之一，初於1925年8月由湘系譚延闓的「建國湘軍」改編而成，軍長為譚延闓。北伐開始後，先後參加了南昌、杭州、南京、徐州等地的戰鬥。後寧漢分裂，第二軍投入武漢國民政府麾下作戰。寧漢合流後，第二軍於1927年底縮編為第十八師。其後先於1930年底在第一次剿共戰爭中遭到紅軍毀滅性打擊，後又在淞滬會戰中敗於日軍之手，一蹶不振。1929年3月以黃埔系國民革命軍第一軍第九師為基礎，擴編成第二軍，先後投入蔣桂、蔣馮、中原大戰、抗日戰爭。蔣鼎文、李延年、王淩雲、陳克非等先後擔任該軍軍長。該軍兵員充足，全部為美械裝備，以善於攻擊馳名。
抗戰結束後，第二軍接受改編為整編第九師，1948年9月恢復第二軍番號，轄第九、第七十六、第一六四師。

## 第七軍
第七軍號稱「鋼軍」，是桂系李宗仁、白崇禧的看家部隊，為桂軍中的主力。擅長山地作戰，以近戰夜戰出名，戰鬥力相當強，戰術也很靈活，作戰勇悍，在北伐戰爭中戰功最大的部隊。在「賀勝橋戰役」及「龍潭戰役」分別大敗吳佩孚及孫傳芳的部隊，從此享譽全國，而有「廣西狼兵」之稱。在抗戰中先後參加淞滬會戰、徐州會戰、武漢會戰。後長期駐守大別山地區。

## 第二十五軍
第二十五軍，實際兵力約三萬人，是從戰火中打出的主力。能攻善守，將領兇悍。配備快速縱隊，火力強大、兇猛。黃百韜接任軍長後，該軍先後參加1939年冬季攻勢作戰、第二次長沙會戰、浙贛會戰和湘鄂贛邊區作戰、贛西追擊戰，是第三戰區的主力部隊。日本投降後，在蘇北與共軍作戰。1946年第二十五軍按照整軍會議整編為整編第二十五師。  1948年9月该师恢复军级建制

## 第八軍
第八軍是抗戰中表現優秀的部隊，征緬遠征軍的主力之一，轄榮譽第一、第一零三、第一六六師，四萬餘人，火力甚佳，戰鬥力強大。該軍在國共內戰中是國軍的機動生力軍，解放軍有「打垮七十三，拖死第八軍」的口號。1947年第八軍按照整軍會議整編為整編第八師。1948年改編恢復建軍，轄第四十二、一七零、二三七師。

## 第三十五軍
第三十五軍前身系華北軍第五十九軍，於1933年初長城抗日中，傅作義急率所部防守獨石口、鎮嶺口、懷柔一線，負責掩護長城一線國軍北翼，與日軍西義一師團激戰兩晝夜不退。歷經百戰，攻守兼備，尤其以「善守城」出名，在抗戰中多次痛擊日軍，是著名的抗日常勝軍。它的軍力介於中央軍與地方軍之間。

## 第五十二軍
第五十二軍號稱「國軍第六大主力」，號稱千里駒。前身為1933年長城抗戰中抵抗日軍侵犯的國民革命軍第十七軍，軍長是徐庭瑤，下轄第二師、第二十五師與第八十三師。52軍首任軍長是關麟徵。在抗日戰爭中，轉戰南北，先後參與台兒莊會戰、長沙會戰、中越邊境防禦戰，並於滇南擔任國境守備4年之久。因其善于長途奔襲，有「千里駒」之稱。抗戰勝利後到越南受降，駐軍越南，1945年冬，自越南海防海運到秦皇島，下轄第二師、第二十五師、第一百九十五師三個師。而第二師的師長即後來第五十二的軍長劉玉章。是國共內戰中國軍將領裡少數能對解放軍造成威脅的人。

## 抗戰後至內戰被殲
抗戰勝利後，國軍主力大部份在西南地區，新一軍、新六軍、第五十二軍由美軍海軍運往東北，杜聿明出任東北保安司令。在1945年11月下達了進攻山海關命令，以第五十二軍為主力共5個師，猛攻拿下山海關。並以新一軍、新六軍與林彪指揮的第三縱隊在關外大打，孫立人策動第二次四平戰役重新奪回四平，林彪潰退至公主嶺，6月馬歇爾來華調停，蔣中正宣佈停戰，邱清泉接第五軍，成為華東戰場之干城，第七十四軍守衞南京，第十八軍駐華中，第八軍駐兩廣，第三十五軍從綏遠移駐平津，第二十五軍駐蘇北，第七軍駐大別山，與解放軍華東野戰軍纏鬥許久。
1946年8月原新一軍軍長孫立人因與杜聿明不合，調台灣鳳山訓練新兵，當時東北局勢仍有可為。孫立人於台灣鳳山練兵的陸軍訓練司令部即為現今中華民國陸軍第八軍團的前身。
整編第九師、第二十五師與第七十四師在1947年5月主動進攻山東解放軍，原本寄望華東野戰軍在圍殲整編第七十四師時外側國軍可執行反包圍殲滅華東野戰軍，但因為國軍將領間不和因素導致友軍作戰不力使得整編第七十四師於孟良崮戰役被圍殲，師長張靈甫戰死，自此國軍在內戰中不斷處於下風。而整編第二十五師在佔領解放軍在沂蒙山區根據地後，輾轉膠東半島、大別山、豫東與濟南，最後調回到蘇北戰場。整編第九師則調往南陽，恢復第二軍番號。
新六軍、新一軍則在1948年先後在東北遼瀋戰役中被包圍殲滅，新六軍軍長廖耀湘被俘。只有第五十二軍整建制全身而退，成功地由營口從海上撤走。在上海戰役中掩護國軍從上海撤退，也是為數不多成建制退守台灣的部隊，成為保衛台澎金馬重要力量。最後在1950年到1956年國軍進行四次大規模整編中消失。
第五軍、第八軍、第十八军和第二十五军則在1948年九月起的徐蚌會戰（淮海戰役）中被包圍殲滅。當時解放軍華東野戰軍圍攻黃百韜第七兵團，邱清泉、李彌分別率領第二、第十三兵團增援垂成，隨後第二、第十三兵團被困於陳官莊，邱清泉戰敗自裁殉國。國軍徐州剿匪總司令部副司令杜聿明被俘。黃維率領國軍第十二兵團於雙堆集被解放軍中原野戰軍包圍，政府命令胡璉由國軍空軍飛抵前線，跳傘至第十二兵團司令部到任。後來第十二兵團司令部被擊潰，黃維被俘，胡璉率領第十二兵團殘部以戰車突圍。第十二兵團合併其他部隊殘存兵力後轉進至金門，為金門防衛司令部，後來演變為現今國軍陸軍金門防衛指揮部。
第三十五軍駐防平津後，與解放軍多次在河北、察南、晉北一帶交火。1948年冬平津會戰奉命西進張垣支援。在12月由張垣東返途中，中伏被圍於新保安，因糧彈俱罄，傷亡慘重，最終全軍覆沒，軍長郭景雲自殺殉國。
由第七軍等組成的第三兵團，在解放軍四野大軍渡江南下時，結予解放軍攻入關內後唯一的一場敗仗，即1949年8月的「青樹坪戰役」。最後林彪動用了13個師以優勢兵力的圍堵下又經幾戰，第七軍才被完全消滅。第二軍於1948年11月與解放軍在南陽對峙失敗退往襄陽，輾轉四川，為國軍在西南戰役中唯一完整建制的軍。1949年11月重慶戰役中被解放軍重創，第九、第一六四師全軍覆沒。軍長陳克非率領殘軍，於12月24日在四川郫縣向解放軍投降。
留美系將領孫立人、黃埔系將領劉玉章與土木系將領胡璉，是國軍十大王牌軍中唯三全身而退的王牌將軍。

## 排名和评价
五大主力中整编第十一师、整编第五军、整编第七十四师曾投放华东战场，粟裕在回忆录中提到，“第五军邱清泉，一直是华野寻歼的对象。五军战斗力比74师稍差，与18军不相上下，各有所长。邱清泉好打滑头仗，跟友邻关系不好，这次解决他没有遇到多大的困难”。
曾任廣州軍區副司令員吳忠則稱“西北軍部隊打仗兇狠，桂系部隊打仗刁滑，而在蔣的嫡系部隊中，給吳忠留下最深刻印象的，還是整編11師。”他說：“國民黨的其他部隊，可能在某些方面比較出色，但從綜合戰鬥力講整編第十一師的確是最強的部隊。不僅裝備精良，而且訓練有素，軍官的戰術素養和士兵的技術水準都比較高，很難對付。
蒋介石曾说：“自先总理手创黄埔以来，革命军队迭经内外战争，成就了许多能征善战的英雄之师，这其中新一军、新六军、第十八军、第七十四军作风顽强功勋卓着，最为国人钦佩，而第七十四军又是其中最突出之代表。”